# Sopwith Type 860
Sopwith Admiralty Type 860 là một loại máy bay ném bom ngư lôi hai tầng cánh của Anh trong thập niên 1910. Do công ty Sopwith Aviation Company thiết kế chế tạo.

## Quốc gia sử dụng
Anh Quốc
- Cục Không quân Hải quân Hoàng gia

## Tính năng kỹ chiến thuật
Bản mẫu:Aero specs missing
Đặc tính tổng quát
- Sải cánh: 62 ft 11 in (19,18 m)
- Diện tích cánh: 790 foot vuông (73 m2)
- Động cơ: 1 × Salmson 2M7 , 199,9 hp (149,1 kW)

Hiệu suất bayVũ khí trang bị

1 x ngư lôi 810lb (367kg)